# Territorialité
La territorialité est un concept qui s'emploie principalement, pour ce qui concerne les humains en société, en aménagement, architecture et urbanisme, en géographie, anthropologie et sociologie ainsi qu'en droit et en science politique, dans une moindre mesure dans les autres sciences sociales, comme l'économie ou l'histoire. Il revêt de nombreuses acceptions dans chacune de ces disciplines. Pour ce qui concerne les territorialités animales ou végétales, un usage de cette notion existe en sciences de l'environnement et en écologie comportementale sans que celle-ci fasse l'objet d'une discussion théorique.[réf. nécessaire] Ses différentes acceptions sont bien sûr reliées à celles du concept de territoire.

## Définition de la territorialité humaine
(septembre 2024).
Le contenu est difficilement compréhensible vu les erreurs de traduction, qui sont peut-être dues à l'utilisation d'un logiciel de traduction automatique.
Ce concept a été travaillé spécifiquement par un nombre assez restreint d'auteurs. Mario Bédard a publié en 2017 une proposition théorique pour analyser les différentes acceptions de ce terme dans la littérature scientifique depuis 40 ans en regroupant les significations de « territorialité » en 6 ensembles de définitions. Il est cependant noté que le concept est abondamment utilisé sans se référer à l'une ou l'autre de ces définitions :  
- La première définition qui a été faite de la territorialité en géographie est attribuable à Lowenthal et se lit comme suit : « the ownership, division and evaluation of space » (1961, p. 253).
- La seconde définition-type de la territorialité est celle de Soja (citée par Harvey (1973), Lacoste (1976), Peet (1977) et Taylor (1978)) : « a behavioural phenomenon associated with the organization of space into spheres of influence or clearly demarcated territories which are made distinctive and considerer at least partially exclusive by their occupants or definers » (1971, p. 19). La territorialité consiste donc pour Soja en une composante fondamentale de l’organisation politique de l’espace.
- La troisième définition est tirée des travaux de Malmberg prônant une territorialité plus existentielle qu’essentielle : celle-ci exprime et permet de réaliser un vaste registre de relations qu’un individu ou un groupe entretient vis-à-vis d'un territoire (appropriation, affirmation, régulation de divers désirs sociaux d’ordre, hiérarchisation, organisation, identification, espace d’action et de protection). Elle permet donc de satisfaire des « basic psychological needs for identity, privacy, and security » (1980, p. 10). La territorialité humaine distingue selon lui un individu ou un groupe humain par le territoire qu’il possède et qui le responsabilise, car nécessaire à sa survie comme à sa plénitude.
- La quatrième définition provient de Sack pour qui la territorialité consiste en une stratégie spatiale consciente et désirée : « to affect, influence or control ressources and people, by controlling area » (1986, pp. 1-2).
- La cinquième est probablement celle aujourd'hui la plus communément acceptée par les chercheurs spécialistes de cette question et est due à Claude Raffestin qui définit la territorialité comme le système de « relations que les groupes, et par conséquent les sujets qui y appartiennent, entretiennent avec l’extériorité et l’altérité à l’aide de médiateurs dans la perspective d’atteindre la plus grande autonomie possible compatible avec les ressources du système » (1986, p. 92). Cela invite à analyser « la structure latente de la quotidienneté, la structure relationnelle, pas ou peu perçue, de la quotidienneté » (Raffestin, Bresso, 1982, p.186). La définition a été ensuite confortée en proposant qu'elle était « l’ensemble des relations qu’une société entretient non seulement avec elle-même, mais encore avec l’extériorité et l’altérité, à l’aide de médiateurs, pour satisfaire ses besoins dans la perspective d’acquérir la plus grande autonomie possible, compte tenu des ressources du système » (Raffestin, 1997, p. 165).
- La sixième est celle de Guy Di Méo pour qui la territorialité se définit « comme une donnée consubstantielle de tous les rapports » (1991, p. 129). Il en est ainsi car, méta-structure d’« une logique spatiale articulant les rapports sociaux » (1994, p. 257), elle se veut, comme celle de Raffestin, essentielle et organisationnelle puisque associée à notre condition relationnelle.

Une tentative de définition englobante de la territorialité a été proposée par Romain Lajarge en 2012 : « la territorialité est une modalité d’action par laquelle les individus composent collectivement un bien commun et l’éprouvent, par les relations qu’ils entretiennent ensemble avec l’extériorité, dans des modes de connaissances et de valorisation de l’espace qui leur sont propres et qu’ils partagent ».

## Définition de la territorialité animale
La territorialité est un comportement animal qui fut initialement observé et décrit chez le rossignol européen par John Ray en 1678. C'est seulement deux siècles plus tard que l'ornithologue allemand, Bernard Altum, commenta l'essentiel du comportement territorial. Mais finalement, c’est à H. Eliot Howard que l'on attribue la première formulation de cette notion.
La territorialité consiste à délimiter et défendre un espace particulier appelé territoire. Du fait de la constante compétition pour les ressources qui y sont disponibles[réf. nécessaire], ce territoire doit être défendu contre les autres individus de la population. Les ressources sont différentes selon les espèces ou les périodes et entraînent donc différents comportements. Le comportement territorial n'est pas fixe dans le temps et peut changer suivant divers paramètres (saisons, densité de la population, conditions physiologiques...).
Un comportement est évolutivement stable lorsqu'il est maintenu dans la population au cours du temps par l'intermédiaire de la sélection naturelle. On appelle fitness, ou valeur sélective, d’un individu, la contribution génétique de sa descendance aux futures générations de la population. Celle-ci correspond au nombre relatif de descendants produits par l'individu au cours de sa vie. L'individu qui a la fitness la plus élevée transmet son génotype à plus de descendants que les autres, entraînant ainsi la propagation de ses caractéristiques dans la population. La territorialité, pourtant considérée comme un comportement coûteux, c'est-à-dire diminuant la fitness, persiste actuellement chez de nombreuses espèces.
Selon Jerram L. Brown, le comportement territorial doit engendrer des coûts moins importants que les bénéfices apportés par la possession d'un territoire. La territorialité soulève donc deux questions pour les chercheurs en écologie. Premièrement, quelles sont les conditions qui favorisent la conquête et la conservation d'un territoire ? Deuxièmement, qu'est-ce qui détermine la taille optimale des territoires lorsqu'ils sont établis ?
Ces deux questions peuvent être analysées à partir d'exemples, ou de façon plus théorique. Par ailleurs il est intéressant de comprendre comment la territorialité de groupe s'inscrit dans ces perspectives.

### Un résultat de l'évolution: allocation en temps

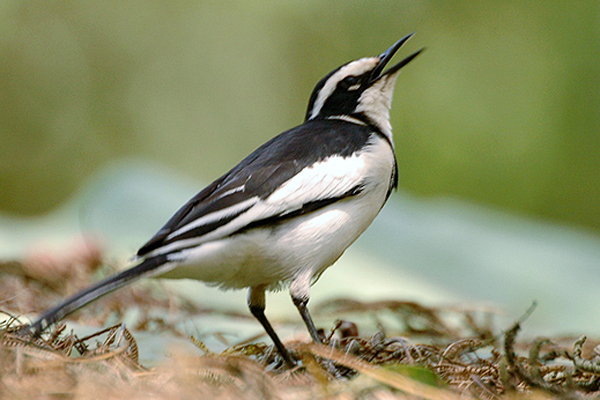
Bergeronnette pie (Motacilla aguimp)

L’étude de la territorialité porte principalement sur les différentes conditions influençant la fitness de l'individu territorial qui ont été observées chez une grande variété d'espèces animales. Il a ainsi été possible d'observer les résultats de cette évolution. Pour différents oiseaux consommateurs de nectar, dont les souïmangas et les guit-guits qui défendent des parcelles fleuries, la territorialité dépend de l'énergie obtenue grâce à la consommation des ressources du territoire. Chez ces oiseaux, le comportement territorial permet l'accès à des réserves renouvelables de nourriture. Les propriétaires augmentent leur absorption de nourriture en faisant, plusieurs fois par jour, le tour de leur territoire. En exploitant systématiquement la réserve, ils rendent l'intrusion peu rentable pour les individus qui ne connaissent pas la position de la ressource renouvelée. Les propriétaires combinent ainsi réduction de l'usurpation de leurs ressources et défense par compétition directe (comportement agonistique). Dans un premier temps, il a été démontré que la défense d'un territoire était rentable car les chances de survie diminuent quand les coûts, en termes de temps de défense, augmentaient. La défense d'un territoire entraîne des bénéfices pour l'individu qui le défend, comme le maintien d'une quantité suffisante de ressource pour survivre, mais aussi des coûts comme la fréquence d'usurpations et de confrontations avec les autres individus. Par ailleurs, les guit-guits de Hawaï ont montré une variabilité du degré de défense territoriale en fonction du nombre de fleurs sur la propriété.
Le comportement territorial de la bergeronnette pie suit le même modèle. En hiver, les individus défendent des tronçons de berges de rivière et arpentent systématiquement ces territoires à la recherche d'insectes échoués. Cependant, elles présentent la particularité d'accepter l'aide d'un individu satellite et ainsi de diviser le temps de défense par deux.
Pour ces espèces, l'allocation en temps pour la défense du territoire fait varier la fitness. Il est avantageux pour les individus de posséder un territoire si le défendre prend moins de temps et d'énergie que de s'alimenter. Dans le cas contraire, ils abandonnent leur territoire. Cela dépend de la fréquence d'attaques subies par le propriétaire du territoire.

### Contraintes à l'apparition de la territorialité
Le comportement territorial est dépendant de nombreuses contraintes induisant alors l'évolution de la territorialité expliquant sa diversité. Ces contraintes sont imposées par le milieu et l'individu lui-même.

#### Conditions physiologiques
Pour certaines espèces, la territorialité permet un accès plus facile à la reproduction. Dans la majorité de ces cas, la condition physique des individus est une des contraintes agissant sur le comportement territorial des individus.
Prenons l'exemple des demoiselles courtisanes d'Amérique (Hetaerina americana) qui présentent une grande plasticité du comportement territorial. La capacité des mâles à défendre un territoire le long d'un cours d'eau est la contrainte influençant ce comportement. Cette capacité varie en fonction de la réserve de graisse thoracique que les mâles accumulent avant la maturité sexuelle et qui sera indispensable au combat. Le mâle territorial, plus gros, a une réserve énergétique assez importante pour conquérir un territoire. Mais lorsqu'il défend son territoire, il épuise sa réserve et, une fois vaincu, il est incapable de reconquérir un territoire car il ne peut se réapprovisionner. Le mâle non territorial, plus petit, erre de territoire en territoire dans l'espoir de rencontrer une femelle sans se faire remarquer par les mâles propriétaires car il est d'emblée incapable de vaincre les autres mâles.
Cependant, il existe des mâles « commutateurs » qui sont capables de changer de comportement en fonction de la fluctuation de leur réserve énergétique. À la maturité sexuelle, le « commutateurs » défend un territoire jusqu'à ce qu'il en soit délogé. Une fois vaincu, il devient non territorial le temps de restaurer sa réserve en graisse avant de repartir à la conquête de son territoire perdu. De cette façon, l'individu peut voir ses possibilités d'accouplement augmenter.
Donc la fitness des courtisanes d'Amérique dépend des conditions physiologiques et énergétiques des mâles. Ces contraintes influencent le choix d'une stratégie par rapport à une autre. Cependant, d'autres contraintes existent.

#### Densité des ressources

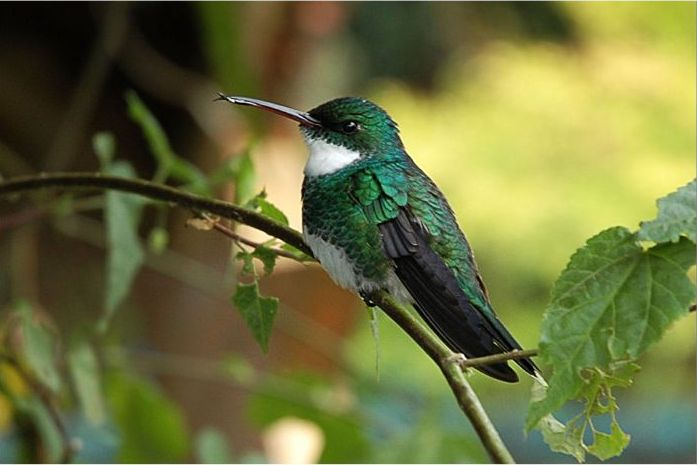
Colibri (Leucochloris albicollis)

Le maintien de la territorialité dépend également de la densité des ressources. En observant des territoires de colibris, on remarque que la densité de fleurs d'intérêt est une contrainte à l'établissement d'un territoire pouvant être de taille variable. La quantité de nectar disponible augmente significativement avec la taille du territoire car, plus un individu défend une grande surface de fleurs, plus il mettra de temps pour faire sa ronde et plus la quantité de nectar augmentera entre deux passages. En réponse à une réduction du nombre de fleurs sur leur territoire, certains colibris territoriaux réalisent des visites plus fréquentes des fleurs restantes, d'autres abandonnent le territoire ou l'étendent pour compenser la perte. En réponse à l'ajout artificiel de fleurs sur le territoire, les propriétaires augmentent leur temps de ronde. Cela permet d'augmenter la quantité de nectar recueillie à chaque passage mais engendre également une hausses des coûts de défense du territoire. Ainsi, l'observation des différents territoires a amené à la conclusion que les individus défendent des territoires ayant une densité stable de fleurs d'intérêts.
Cependant, il est difficile d'évaluer les bénéfices relatifs entre les différents territoires car les individus se comportent rarement de façon optimal. De plus, les bénéfices issus des différentes stratégies dépendent de l'activité de chaque individu. Or les exemples abordés pour étudier l'évolution de la territorialité ne prennent pas en compte l'interférence entre les stratégies, les communautés et les espèces. Ainsi, des modélisations théoriques sont nécessaires à une meilleure appréhension des différentes conditions influençant la territorialité comme c'est le cas pour la taille du territoire.

### Taille du territoire
La possession d’un territoire apporte beaucoup de bénéfices à l’individu territorial ; cependant, sa défense est souvent très coûteuse. Les coûts et bénéfices déterminent donc la taille optimale du territoire à défendre. Plus un individu aura un grand territoire, plus il pourra avoir accès à une quantité importante de ressources par rapport aux autres individus de la population, mais plus il devra investir dans la défense de cette zone. Il est nécessaire de préciser que la quantité de ressources disponibles pour chaque individu dépendra de la distribution de celles-ci, c'est-à-dire si leur distribution est plutôt homogène ou hétérogène ; mais aussi de la densité d'individus qui se partageront les ressources. Il doit donc exister une taille optimale de territoire pour chaque population territoriale, un compromis, permettant de concilier coûts et bénéfices liés à la possession du territoire.
D’après le modèle proposé par Andres Lopez-Sepulcre et Hanna Kokko, la taille optimale du territoire est issu de l’effet de la structure de la population sur l’effort alloué à la défense. Cet effort influence en retour, la dynamique de la population et donc sa structure. On nomme cette influence réciproque sous le terme de rétroaction. L’effort alloué à la défense est défini comme étant l’effort que doit produire l’individu pour empêcher toute intrusion de la part des autres individus de la population sur son territoire. Cet effort est assimilé à la taille minimale du territoire que l’individu est capable de défendre, toute intrusion et toute reproduction étant impossibles. Ainsi, l’étude préalable de la dynamique de population, mécanisme qui permet de définir la structure de la population, est nécessaire à la compréhension de la délimitation de l’environnement en territoires.

#### Structure d'une population territoriale
La structure d’une population territoriale est déterminée par la dynamique de cette population qui peut être définie comme étant la variation de ses caractéristiques démographiques (taux de mortalité et taux de natalité par exemple) dans l’espace et dans le temps. Ainsi, cette dynamique permet de connaître la densité de population à un temps donné. Dans un environnement donné, le nombre d'individus d’une population est limité par la quantité de ressources nécessaires à leur survie. L’abondance et la distribution de celles-ci limitent le nombre maximum d’individus de la population que peut supporter durablement l’environnent, c'est-à-dire la capacité de charge de l’environnement pour cette population. La population ne peut donc pas croître indéfiniment. Elle atteint un équilibre pour lequel la densité reste inchangée au cours du temps. Pour une zone d’habitat homogène, c'est-à-dire un environnement dont la qualité et l’abondance des ressources est la même en tout point, la capacité de charge d’une population territoriale est définie comme un nombre fixe et limité de territoires dans lesquels la reproduction est possible. Donc, les individus qui acquièrent ces territoires ont un accès facilité à la reproduction obligeant le reste de la population à devenir des non-reproducteurs. On appelle respectivement ces deux types d’individus : 
- les breeders = reproducteurs,
- les floaters = non-reproducteurs ou individus flottants car ils ne sont pas liés à un territoire.

A l’équilibre, le nombre de territoires sera égal au nombre d'individus reproducteur. Les individus restant sont contraints de devenir des individus flottants.
En milieu naturel, la zone d’habitat est hétérogène, donc le morcellement en territoires est plus difficile à déterminer. D’après le modèle, la taille du territoire d’une population dépend fortement de la manière dont la population est régulée c'est-à-dire maintenue à l’équilibre.

#### Régulation par les individus flottants
On observe cette de régulation lorsque des flottants apparaissent dans la population, c'est-à-dire quand :
- le taux de mortalité des reproducteurs est faible,
- les individus ont une forte fécondité (ou taux de fécondité), indépendante de la taille du territoire,
- la défense du territoire est coûteuse.

En effet, seuls les reproducteurs peuvent se reproduire, donc le taux de croissance de la population ne dépend que de leur succès reproducteur. Comme, dans le cas présent, leur taux de mortalité est faible, la population va croître et chaque nouvel individu va tenter d’obtenir un territoire. Ces individus se créent donc un territoire dont les frontières sont à l'intérieur d’un territoire préexistant. La taille du territoire de chaque individu va donc tendre vers la taille minimale correspondant à l’effort alloué à la défense et ne permettant plus aux autres individus d'accaparer une partie de ces territoires. Les individus restant c'est-à-dire les flottants ont, par définition, un accès restreint aux ressources disponibles. Ils accèdent tout de même à celles-ci en les volant à l’intérieur des territoires d'autres individus ou en tentant d’obtenir un territoire par le combat. Cela affecte fortement la survie et la reproduction des reproducteurs, aboutissant à une diminution du nombre de leurs descendants. Donc le nombre de leurs descendants et, par conséquent de flottants, diminue. Simultanément, la mortalité des reproducteurs augmente, laissant vacants certains territoires repris par des flottants qui accèdent donc à la reproduction. La population atteint alors un équilibre pour lequel le nombre de flottants est suffisamment important pour empêcher la population de croître davantage. On peut donc dire que les flottants constituent un tampon permettant de maintenir la population à un équilibre.

#### Régulation par les reproducteurs
La régulation de la population par les flottants n’est pas nécessairement la seule option. Chez certaines espèces, il a été montré qu’en augmentant le nombre de compétiteurs, on réduit la zone qu’occupe chaque individu. Effectivement, les compétiteurs se créent un territoire en établissant leur territoire au sein d'un territoire préexistant. Ce genre de population présente les caractéristiques suivantes : 
- un taux de mortalité élevé des reproducteurs,
- une fécondité faible et dépendante de la taille du territoire,
- une défense du territoire peu coûteuse.

Ainsi,étant donné que le taux de mortalité des individus est élevé, les individus ont toujours accès à un territoire plus ou moins grand. Il n'y a pas de flottants dans ce type de population. La taille du territoire tend vers un équilibre qui dépend de la densité de la population. Plus le nombre de compétiteurs est élevé, plus la taille du territoire est réduite. Car, quand le nombre de compétiteurs augmente, la défense du territoire est plus coûteuse. La taille minimale citée dans le paragraphe précédent n'est donc jamais atteinte.
La taille du territoire est restreinte au minimum pour les populations à forte fécondité qui allouent beaucoup de temps et d’énergie à la défense de leur territoire. Elle est densité dépendante négative[pas clair] pour les populations à faible fécondité et allouant peu de temps et d'énergie à la défense.

### Territorialité de groupe

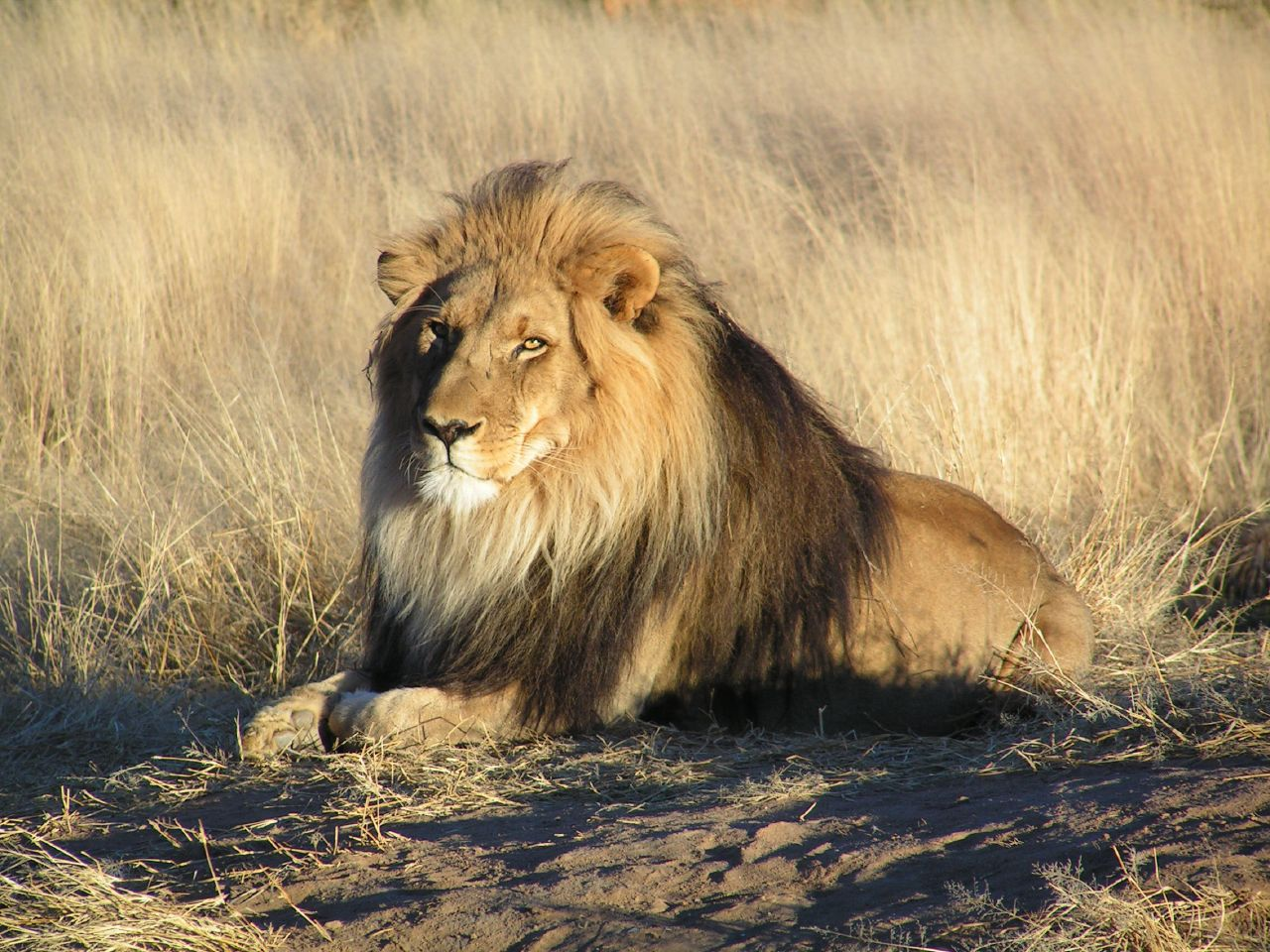
Lion (Panthera leo)

Dans une large gamme d’espèces, on observe des groupements sociaux dont le principal et le plus important bénéfice est l’avantage du nombre dans les compétitions intergroupes (entre groupes de la même espèce). De nombreuses expériences ont mis en évidence que les groupes les plus faibles perdent facilement leur territoire alors que les groupes composés d’un grand nombre d’individus ont souvent l’avantage dans les compétitions territoriales.
Chez les lions du parc national du Serengeti, les chercheurs ont observé des groupes composés de 1 à 21 femelles et de 1 à 9 mâles. Vers 4 ans, les mâles quittent la horde natale et voyagent seuls, ou bien forment des coalitions avec d’autres mâles. Ces coalitions leur permettent de défier les mâles propriétaires d’un territoire en tuant ou en expulsant leur progéniture afin d’accélérer le retour des femelles mères à la réception sexuelle (disponibles pour la reproduction). Ce type de comportement n’est observé que chez les jeunes mâles ayant formé une coalition. Ceci montre donc, que le principal bénéfice du groupe est l’avantage numérique.
Le territoire d’un groupe de lions fait, en moyenne, 56 km² et, varie légèrement au cours des saisons mais reste stable d’une année sur l’autre. Les lions défendent leur territoire en rugissant, en patrouillant, en laissant des odeurs marquantes, ou encore en répondant par une agression directe en cas d’intrusion d’individus n’appartenant pas au groupe. Dans un tel cas, les femelles rugissent pour appeler les autres femelles adultes du groupe et obtenir ou renforcer leur avantage numérique.
5 hypothèses ont été testées pour comprendre le rôle de la taille du groupe dans la compétition territoriale.
- Le comportement territorial est soumis à une pression sélective, car il réduit le succès reproducteur des femelles et augmente leur mortalité et leurs blessures, ce qui a pour effet de diminuer la finess des femelles. Pourquoi est-il maintenu ?
- Les femelles gagnent des bénéfices reproductifs en se regroupant pour la défense mutuelle de leurs petits contre les infanticides et en formant une « crèche » qui correspond au sous-groupe le plus consistant de la horde. Ce comportement et l'organisation interne de la horde en général sont-ils générés par le risque provenant des groupes voisins ?
- La taille du groupe influence-t-elle l’issue d’une compétition territoriale ?
- Les grands groupes sont souvent propriétaires de territoires de haute qualité. La taille du groupe détermine-t-elle également l’accès aux ressources ?
- La compétition est plus intense entre les groupes non apparentés. Souvent, les jeunes femelles se dispersent dans les groupes voisins, c’est pourquoi, des groupes proches dans l’espace ont de fortes chances d’être apparentés. Parfois, les liaisons génétiques peuvent être aussi élevées entre les individus de groupes voisins qu’entre les individus d’un même groupe. Le sexe et la parenté jouent-ils un rôle important dans les compétitions territoriales ?

De nombreuses expériences ont montré que la compétition intergroupe chez les lions africains, affectait significativement le succès reproducteur des femelles prouvant ainsi que le comportement territorial était sujet à une forte pression de sélection. Les mâles influencent l’organisation du groupe de femelles à l’intérieur de la horde voisine en attaquant et en tuant leurs petits. Ils cherchent ainsi à réduire le nombre d’individus dans cette horde et, à augmenter leurs chances de victoire dans les futures compétitions territoriales. Par conséquent, même si le comportement territorial est coûteux, il permet d'avoir l'avantage dans la compétition territoriale et de réduire la compétition entre les individus. De plus, bien que former un groupe de grande taille est coûteux en énergie, cela représente un avantage certain au cours des compétitions territoriales. Un autre avantage de la territorialité de groupe déterminé par la taille de la horde est la qualité du territoire. En effet, il a été prouvé que les groupes de grande taille possédaient des territoires de haute qualité et étaient plus susceptibles que les petits groupes de maintenir la qualité de leur habitat. Par ailleurs, la compétition est plus intense entre les groupes non apparentés. En effet, la tolérance est très forte entre les groupes séparés depuis moins de deux ans, alors qu’elle est inexistante entre les groupes séparés depuis plus de dix ans.
Alors qu’en première hypothèse on aurait pu suggérer que la formation de groupes sociaux chez les lions était principalement liée à des bénéfices concernant la nourriture, cette sociabilité est en réalité attribuée à l’avantage numérique dans les compétitions territoriales et permet de réduire la compétition entre les individus.